# Maria Kristina av Österrike, furstinna av Transsylvanien
Maria Kristina av Österrike, född 1574, död 1621, var furstinna av Furstendömet Transsylvanien som gift med Sigismund Báthory, och sedan under en kort tid vald till regerande furstinna av Transylvanien under år 1598. 
Hon var dotter till Karl II av Inre Österrike och Maria Anna av Bayern.